# 愛への出発
「愛への出発」（あいへのスタート）は、1973年3月1日に発売された郷ひろみ4作目のシングル。

## 収録曲
全曲　作詞：岩谷時子／作曲・編曲：筒美京平
1. 愛への出発
2. 不思議な子